# Monongah
Monongah é uma cidade  localizada no estado norte-americano de Virgínia Ocidental, no Condado de Marion.

## Demografia
Segundo o censo norte-americano de 2000, a sua população era de 939 habitantes.
Em 2006, foi estimada uma população de 914, um decréscimo de 25 (-2.7%).

## Geografia
De acordo com o United States Census Bureau tem uma área de
1,3 km², dos quais 1,2 km² cobertos por terra e 0,1 km² cobertos por água.

## Localidades na vizinhança
O diagrama seguinte representa as localidades num raio de 8 km ao redor de Monongah.